# Conseil delphinal
Le Conseil delphinal est une cour de justice à vocation judiciaire et militaire dans le Dauphiné de Viennois devenu Province du Dauphiné en 1349. Créé par le dauphin Humbert II en 1337, le Conseil delphinal se transforme en parlement en 1453.

## Historique
Ce tribunal, qui se substitue aux juridictions rivales des seigneurs locaux, qui jusqu'à cette époque n'ont guère ménagé les intérêts du peuple, comprend des notables, des membres de la noblesse et du clergé.

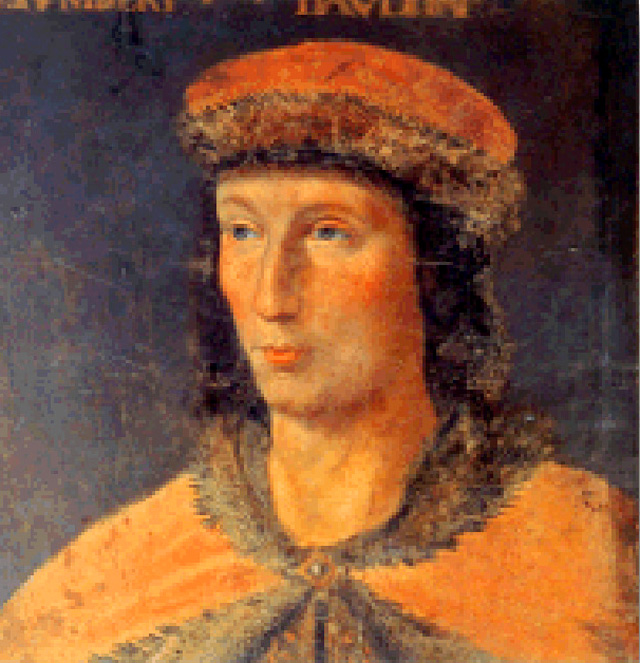
Portrait d'Humbert II

Créée par le dauphin de Viennois Humbert II dans un édit du 22 février 1337, cette institution siège à Saint-Marcellin plutôt qu'à Grenoble, car le dauphin possède un château tout proche, à Beauvoir-en-Royans et que d'autre part, il ne tient pas à offusquer l'évêque de Grenoble en l'installant dans sa ville.
Humbert II s'inspire de deux modèles de parlement : le modèle napolitain sur la forme, qu'il connait bien pour avoir vécu à la cour de Naples avant de venir succéder à son frère, et le modèle français sur le fond, même si le Conseil delphinal possède en plus des pouvoirs militaires pour la surveillance du territoire et la garde des châteaux. Il a aussi la juridiction sur les comptes avant la création d'une Chambre des comptes du Dauphiné indépendante.
En 1340, le nouvel évêque de Grenoble, Jean de Chissé est plutôt favorable à la présence du Conseil delphinal dans la ville. De son côté, Humbert II souhaitant centraliser son administration à Grenoble, décide alors du transfert de l'institution vers Grenoble. Un palais delphinal est construit sur les bords de l'Isère. C'est en fait une grosse maison d'un étage, dotée de treize chambres à coucher, deux cuisines, un cellier et une réserve.
Au cours de son existence, le conseil delphinal voit le nombre de ses membres fluctuer selon les nécessités économiques. À ses débuts, sept conseillers, tous juristes, sont nommés pour exercer le pouvoir au nom du dauphin. Il n'y a pas de président désigné ou en titre, c'est l'un des conseillers qui assure la présidence. Vers le milieu du XVe siècle, il est composé d'un président, de trois conseillers, du juge des appellations, du procureur général, de trois clercs des comptes, du contrôleur trésorier, de trois secrétaires delphinaux et de deux huissiers, l'un de la Chambre des comptes et l'autre du Conseil delphinal.
Ruiné, veuf et sans héritier, Humbert II, le dernier dauphin indépendant à ne pas être le fils aîné du roi, renonce au titre d'ancien dauphin et signe un traité le 30 mars 1349 autorisant le transport du Dauphiné au royaume de France. Une cérémonie officielle se déroule le 16 juillet suivant. Dans cette cession, il tient à ce que le Dauphiné lui survive et le confie à son plus riche voisin, le roi de France, Philippe VI. Malgré l'abdication d'Humbert II en faveur de Charles, le fils aîné du roi, le Dauphiné ne perd pas pour autant son statut juridique. En reconnaissant un statut delphinal, la France garantit aux Dauphinois le maintien de leurs franchises et libertés. La plus importante est la garantie d'être jugés dans leur province en dernier ressort.
À partir de la fin du XIVe siècle, une réforme menée par des parlementaires parisiens permet une certaine renaissance du Conseil delphinal. En 1453, le dauphin Louis II, futur Louis XI, le  transforme en Parlement du Dauphiné.

## Composition du Conseil delphinal
Humbert II a créé le Conseil delphinal en 1337 avec sept juges, deux enseignant le droit canonique, deux le droit civil. Cinq devaient être jurisconsultes.

### Présidents du Conseil delphinal
Dans un premier temps, le Conseil dephinal n'a pas eu de président en titre. C'est un des conseillers qui avait la présidence. On trouve :
- Guillaume Dumas, créé président du Conseil delphinal en 1342, confirmé en 1345[5] ;
- Étienne Roux, président en 1346, chancelier du Dauphin[6] ;
- Raymond Falavel, président en 1355 ;
- Robert Carlaire, président en 1377 quand il remplace le gouverneur ;
- Robert Cordelier, président en 1385 ;
- Jean Seppe, aussi appelé Serpe ou Sarpe, en 1393-1397 ;
- Jacques Gélu, nommé président en juin 1407 par le Dauphin, il quitte  la province en 1409, nommé maître des requêtes par le Dauphin en décembre 1410, avant d'être nommé archevêque de Tours, puis d'Embrun[7] ;
- Guillaume Gelinon, en 1409 ;
- Pierre de Tholon, en 1417 ;
- Jean Girard, en 1426, archevêque d'Embrun à la suite de Jacques Gélu[8] ;
- Adam de Cambray, en 1428, puis transféré au parlement de Paris[9] ;
- Étienne Guillon, en 1429, déposé par le dauphin de Viennois Louis  en 1442[10] ;
- Guillaume Cousinot de Montreuil, en 1442[11] ;
- Étienne Guillon, rétabli en 1442, puis déposé en 1444 et rétabli presque aussitôt ;
- Antoine Bouvier est dit successeur d'Étienne Guillon, mais sans en connaître la date ;
- François Portier, en 1452[11] ;

Le Conseil delphinal devient le parlement de Grenoble en 1453.